# Michael Stifel
Michael Stifel (tudi Stiefel, Styfel, Stieffel, latinizirano Michaelis Stifelius), nemški menih, teolog, matematik in reformator, * 1487, Esslingen, Nemčija, † 19. april 1567, Jena, Nemčija.

## Življenje in delo
Stifel je bil avguštinec in je bil zgodnji Luthrov privrženec. Najbolj je znan po svoji pesnitvi O krščanski, pravični doktrini doktorja Martina Luthra (Von der Christförmigen, rechtgegründeten leer Doctoris Martini Luthers) iz leta 1522. Pesnitev je povzročila škandal in Stifel je moral prebežati v Frankfurt. Luther mu je leta 1523 pomagal postati pastor.
V letu 1532 je v Wittenbergu anonimno objavil delo Računska knjiga o antikristu. Razodetje v Razodetju (Ein Rechenbuchlin vom EndChrist. Apocalyps in Apocalypsim), kjer je kot protestantski pridigar svojim vernikom napovedal konec sveta. Ta se naj bi zgodil ob 8. uri zjutraj 19. oktobra 1533. Ko se napoved ni uresničila, so ga za štiri tedne zaprli in nato ni napovedal več nič. Izračunal je tudi, da je Giovanni de'Medici (1475 - 1521), takratni rimski papež Leon X. (LEO DECIMVS) v skrivnem razodetju za ta konec sveta napovedana apokaliptična zver.
Bil je profesor matematike na Univerzi v Jeni. Poleg kvadratnih korenov je med surdijska števila uvedel tudi višje korene in iz njih sestavljene izraze. Za vsa ta števila je poznal že tudi novo ime, posneto po grškem izvirniku numeri irationales. Podobno je storil tudi Fibonacci. Pri Stiflu zaznavamo že tudi prvo svitanje, ki je napovedovalo, da bodo tudi racionalni izrazi stopili ob stran racionalnim številom kot iracionalna števila. V svojem delu Arithmetica Integra, objavljenem leta 1544 v Nürnbergu v treh knjigah z Melanchthonovim predgovorom, je prvi uvidel pomen logaritmov. Poznal je aritmetični trikotnik in je podal razpredelnico binomskih koeficientov v razvoju {\displaystyle (a+b)^{n}\,} vse do {\displaystyle n=17\,}. Bil je prvi nemški matematik, ki se je ukvarjal s teorijo števil. Dal je ime eksponentu. On in drugi nemški cositi so prvi utemeljili računanje s potencami. Prav pojem eksponenta jim je pomagal, da so premagali Diofantovo razpredelnico za množenje potenc in lahko povedali splošna pravila za množenje in potenciranje potenc. V svet so prodrli negativni eksponenti, ki jih je uvedel Chuquet, šele v delu Arithmetica Integra. V knjigi je razpredelnica:
| {\displaystyle x\,}     | -3                                           | -2                                           | -1                                           | 0                     | 1                     | 2                     | 3                     | 4                     | 5                     | 6                     |
| {\displaystyle 2^{x}\,} | {\displaystyle \displaystyle {\frac {1}{8}}} | {\displaystyle \displaystyle {\frac {1}{4}}} | {\displaystyle \displaystyle {\frac {1}{2}}} | 1                     | 2                     | 4                     | 8                     | 16                    | 32                    | 64                    |
| {\displaystyle 2^{x}\,} | {\displaystyle 2^{-3}}                       | {\displaystyle 2^{-2}}                       | {\displaystyle 2^{-1}}                       | {\displaystyle 2^{0}} | {\displaystyle 2^{1}} | {\displaystyle 2^{2}} | {\displaystyle 2^{3}} | {\displaystyle 2^{4}} | {\displaystyle 2^{5}} | {\displaystyle 2^{6}} |

v kateri lahko vidimo prvi zametek poznejših velikih logaritemskih razpredelnic. Prvič v Evropi se je v delu pojavilo se je množenje (brez znaka med členi). Knjiga vsebuje razpredelnice celih števil in potenc števila 2, kar naj bi bila zgodnja različica logaritmovnikov.:216:182 Ker desetiških ulomkov pred letom 1600 še niso razvili, takšne razpredelnice niso bile primerne za praktično računanje.:182 V delu so npr. obravnavana tudi negativna števila, ki jih je Stifel imenoval numeri absurdi, trikotniška števila, zaporedja in magični kvadrati. Stiflov magični kvadrat 16×16 z magično konstanto {\displaystyle M_{2}(16)=16(16^{2}+1)/2=2056=2^{3}\cdot 257\,} je (OEIS A203813):
| 256 | 9   | 247 | 246 | 12  | 13  | 243 | 242 | 16  | 17  | 239 | 238 | 20  | 21  | 235 | 2   |
| 3   | 226 | 213 | 45  | 46  | 210 | 209 | 49  | 50  | 206 | 205 | 53  | 54  | 201 | 32  | 254 |
| 4   | 33  | 200 | 63  | 193 | 192 | 66  | 67  | 189 | 188 | 70  | 71  | 185 | 58  | 224 | 253 |
| 252 | 34  | 59  | 178 | 169 | 89  | 90  | 166 | 165 | 93  | 94  | 161 | 80  | 198 | 223 | 5   |
| 251 | 222 | 60  | 81  | 160 | 101 | 155 | 154 | 104 | 105 | 151 | 98  | 176 | 197 | 35  | 6   |
| 7   | 221 | 196 | 82  | 99  | 146 | 141 | 117 | 118 | 137 | 112 | 158 | 175 | 61  | 36  | 250 |
| 8   | 37  | 62  | 174 | 100 | 113 | 136 | 123 | 122 | 133 | 144 | 157 | 83  | 195 | 220 | 249 |
| 23  | 38  | 73  | 173 | 107 | 114 | 129 | 126 | 127 | 132 | 143 | 150 | 84  | 184 | 219 | 234 |
| 24  | 218 | 183 | 85  | 108 | 115 | 125 | 130 | 131 | 128 | 142 | 149 | 172 | 74  | 39  | 233 |
| 232 | 217 | 75  | 86  | 148 | 138 | 124 | 135 | 134 | 121 | 119 | 109 | 171 | 182 | 40  | 25  |
| 231 | 41  | 76  | 87  | 147 | 145 | 116 | 140 | 139 | 120 | 111 | 110 | 170 | 181 | 216 | 26  |
| 27  | 42  | 180 | 162 | 159 | 156 | 102 | 103 | 153 | 152 | 106 | 97  | 95  | 77  | 215 | 230 |
| 28  | 43  | 179 | 177 | 88  | 168 | 167 | 91  | 92  | 164 | 163 | 96  | 79  | 78  | 214 | 229 |
| 228 | 202 | 199 | 194 | 64  | 65  | 191 | 190 | 68  | 69  | 187 | 186 | 72  | 57  | 55  | 29  |
| 227 | 225 | 44  | 212 | 211 | 47  | 48  | 208 | 207 | 51  | 52  | 204 | 203 | 56  | 31  | 30  |
| 255 | 248 | 10  | 11  | 245 | 244 | 14  | 15  | 241 | 240 | 18  | 19  | 237 | 236 | 22  | 1   |

V Evropi je Stifel opravil Hajamovo delo v računanju višjih korenov. Za zgodovino matematike v Nemčiji je zelo pomembno njegovo delo Die deutsche Arithmetica iz leta 1545.

## Izbrana dela
- Ein Rechenbuchlin vom EndChrist. Apocalyps in Apocalypsim, Wittenberg 1532.
- Arithmetica integra, Nürnberg 1544.
- Deutsche Aritmetica,— Nürnberg 1545.
- Rechenbuch von der welschen und deutschen Practick, Nürnberg 1546.
- Die Coss Christoffs Rudolffs — Königsberg 1553.[5]